# Музика Чорногорії
Музика Чорногорії — один із найдавніших видів мистецтва народів, які населяють нинішню Чорногорію. Музична історія країни розпочинається з палеоліту.

## Історія

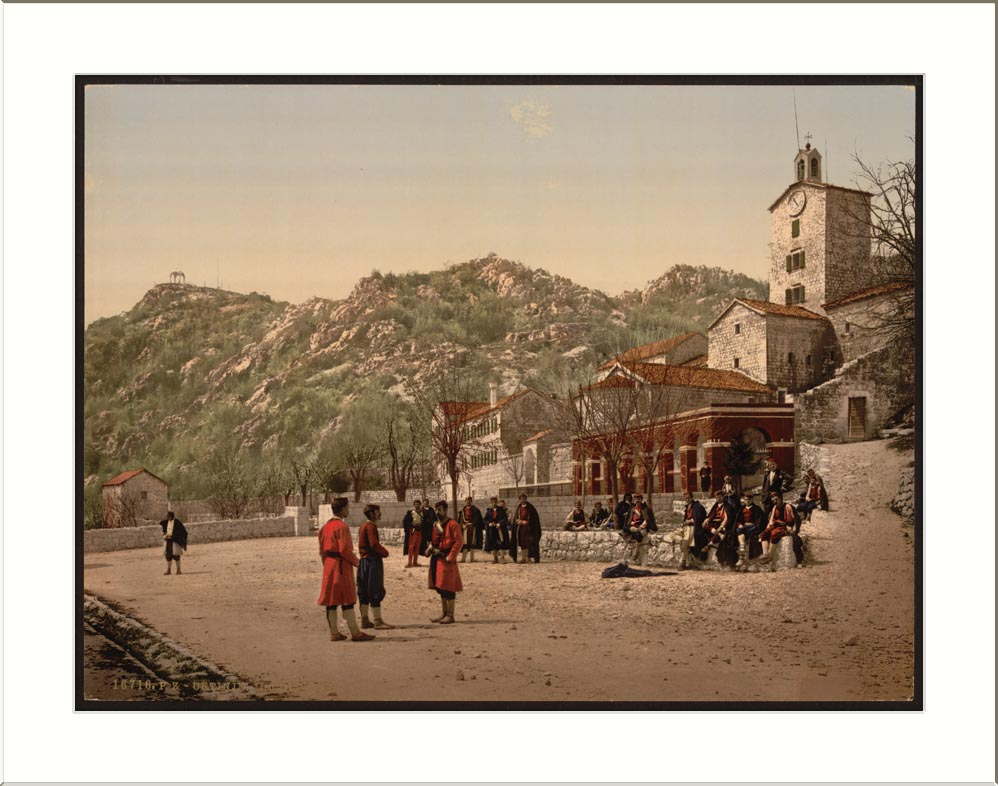
The convent in Cetinje, Old Montenegro in 1889

Добою палеоліту датується знайдений кістяний свисток, найстаріший музичний інструмент, який коли-небудь знаходили в Європі.
З X століття розвивалася християнська літургічна музика.
Найдавнішим композитором з Адріатичного узбережжя вважається композитор церковних співів X-XI століття Йован Дуклі. Наприкінці XII століття був написаний  рукопис «Літопис Попа Дуклянина», в якому описувалося використання музичних інструментів у світському житті.  
У монастирі Сент-Клари в Которі збереглися деякі літургії з XV століття. Музика Чорногорії занепала під час тривалої боротьби проти османів, населення було надто стурбоване своїм виживанням, щоб присвячувати себе культурній діяльності. 
Чорногорська музика, як і вся музика регіону, пронизана впливом османської музики, а також слов'янськими, циганськими, албанськими, австро-угорськими та західними традиціями (останнім часом). Вона дуже близька до музики Сербії, її найближчого сусіда, з яким вона пов'язана історією, а також до музики, яка побутувала в колишній Югославії.

### Епічні пісні
Багаторічна історія боротьби за свободу й незалежність чорногорців пов'язана з традиціями епічної поезії. Епічні пісні зазвичай звучали в супроводі гуслє,  однострунного інструмента, на якому грав оповідач ("гусляр"), водночас співаючи чи декламуючи речитативом історії героїв та битв. Історично ці пісні мали величезну мотиваційну владу над населенням. Більшість творів у супроводі гуслє стосуються епохи Османської окупації та боротьби за звільнення від неї. Гуслярів поважали, як найкращих воїнів. 
Найдавніше співоче товариство, яке дістало назву "Єднінство", було утворене в Которі в 1839 р. У 1870 р. на Цетинє почали створювати першу армійську музику. Небагато людей подавало заявки в оркестр, тому що бути солдатом у чорногорському суспільстві було значно важливіше, ніж бути музикантом.
Йован Іванішевич (1860—1889) був першим помітним композитором. Алекса Іванович та Драган Мілошевич, його наступники, стажувалися в Празі.

 
У XIX столітті  в Которі почати відкривати співочі школи (католицькі релігійні та світські). Першу музичну школу в Чорногорії заснували 1934 року.

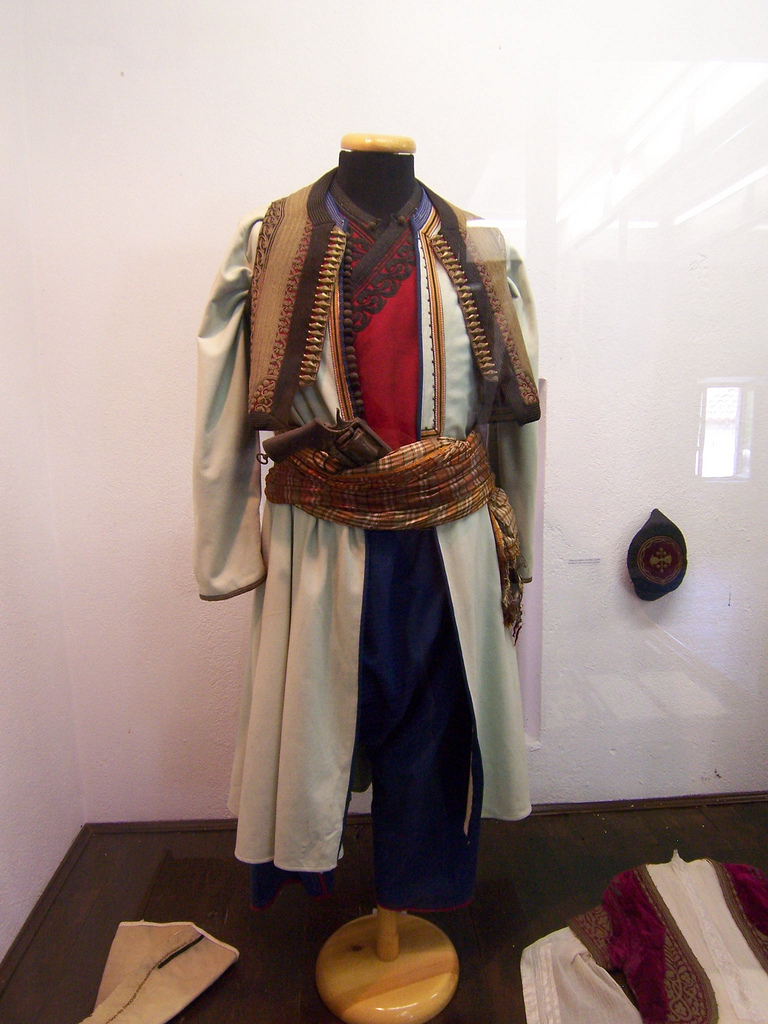
Народний чоловічий одяг чорногорців

Одні з перших музичних шкіл виникли в Цетинє та Подгориці. 
Борислав Тамінджич, Сенад Гадевич, Жарко Міркович, Шпіро Огнєнович, Мірко Негош-Петрович та Йован Іванішевич сприяли поширенню та розвитку традиційної музики. Відомі сучасні композитори: Єлісавета Попович, Йован Мілошевич, Ілля Лакешич, Антун Хомен, Антон Погакар, Сречко Маркович, Світко Іванович, Джорджіе Радович, Бранко Зенович, Драган Ракич, Слободан Єрков, Мілівой Божович, Антун Копітович та інші.

## Традиційна музика
Як і в Сербії, у Чорногорії була популярна сільська народна музика, пізніше сформувалася міська.
У гірських районах побутувала пасторальна музика, яку виконували аерофонами.
У регіонах Котора, старої Чорногорії та Санджака існували різні стилі.

## Музичні інструменти
- гармошка
- кавал
- сопілка
- гуслє
- тамбура та інші.

## Сучасна музика
Сучасна музика дуже різноманітна і розвивається у багатьох напрямах. Використовується спадщина колишніх югославських композиторів. 
Державним гімном Чорногорії є народна пісня «О, світла травнева зоре». Перед тим, як стати гімном, це була популярна пісня з багатьма варіантами тексту, найстаріший із них датується 1863 роком.  
Найвідомішим рок-гуртом  є «Перпер», а також «ДСТ», «Шосе». Наприкінці 90-х років також з'явилася течія альтернативного року, музикант Маноло Семафоро успішно представляє цю тенденцію.